# Sfinxen i Giza

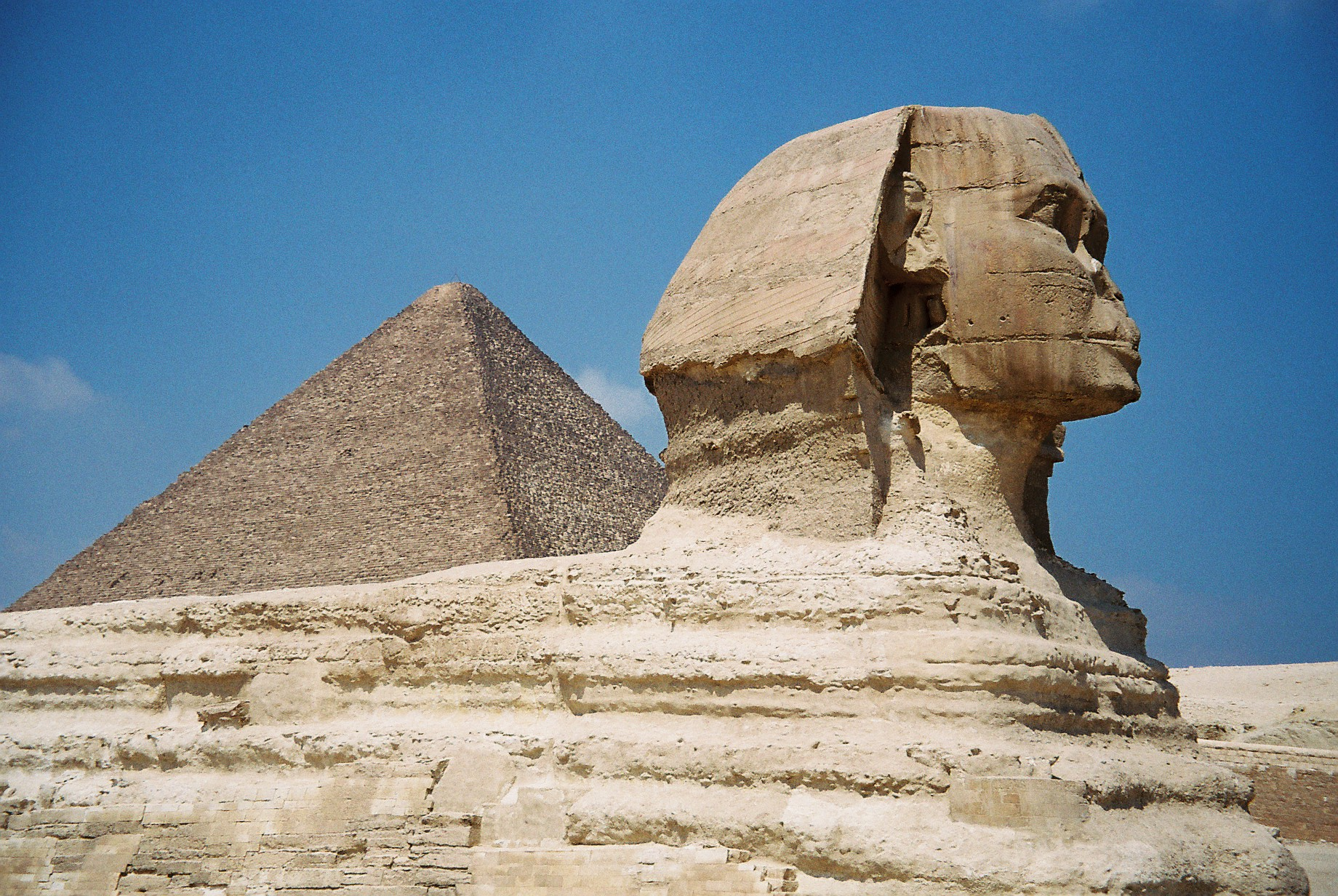
Sfinxen i Giza

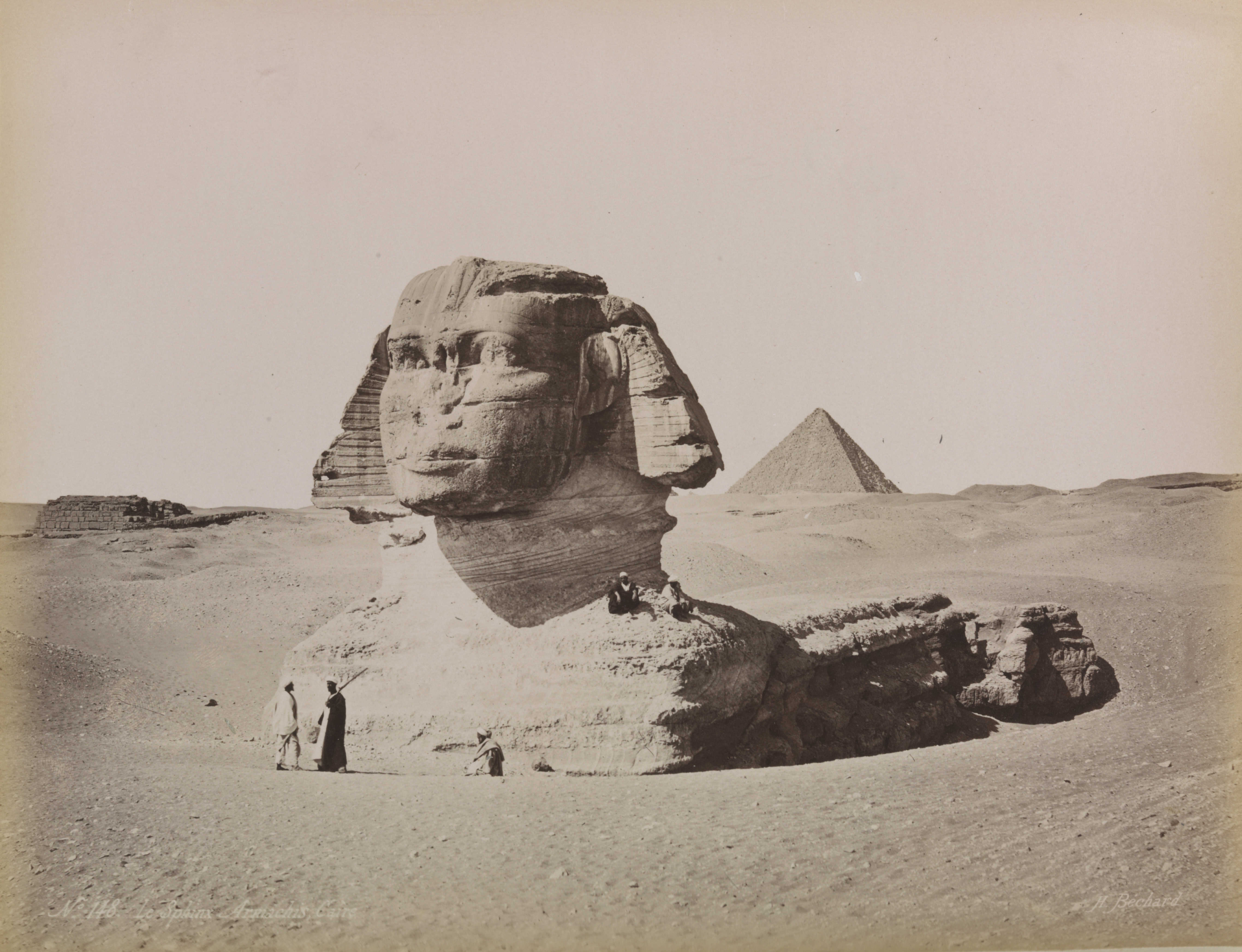
Sfinxen delvis begravd i sand, omkring 1880

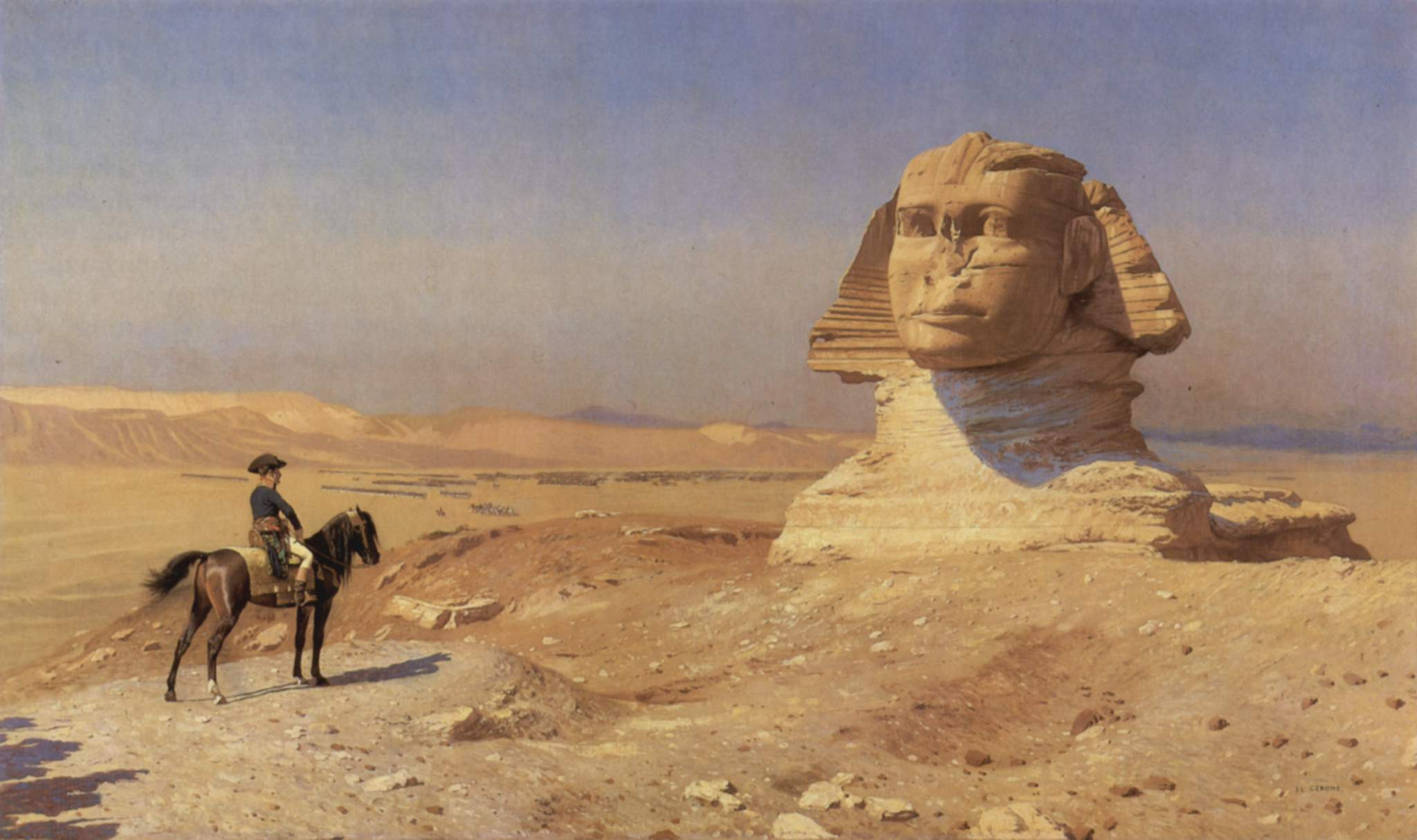
Napoleon besöker sfinxen
Målning av Jean-Léon Gérôme

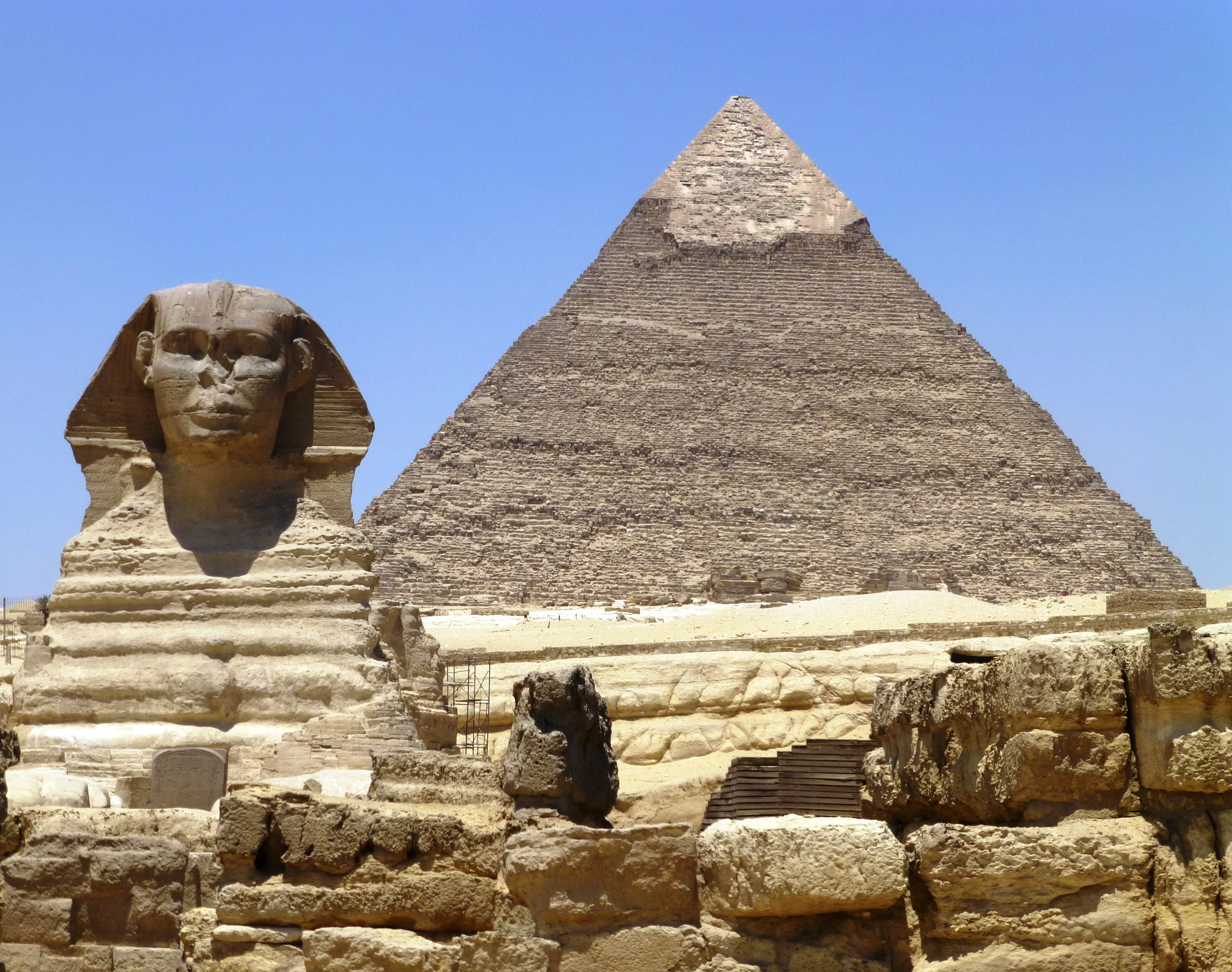
Sfinxen med Chefrens pyramid i bakgrunden

Sfinxen är en skulptur i kolossalformat, som föreställer en farao med lejonkropp, i Giza, sydväst om Kairo i Egypten.

## Historik
Det är inte möjligt att närmare åldersbestämma sfinxen, men egyptologer menar att den byggdes för 4 500 år sedan, omkring 2700–2600 före Kristus, samtidigt som pyramiderna i Giza. Egyptologerna hävdar att den byggdes av den dåvarande faraon, Chefren, eftersom statyer av Chefren har tydliga likheter med Sfinxen. Sfinxens syfte tros ha varit att vakta vägen till farao Chefrens pyramid som är den mellersta av de tre stora pyramiderna i området.
Det påstås ibland att Napoleon I:s soldater förstörde näsan på sfinxen genom att skjuta på den. Detta motsägs emellertid av teckningar från 1700-talet och även senmedeltida redogörelser. Andra historiker menar att den förstördes långt tidigare av turkiska soldater. Den arabiske 1400-talshistorikern al-Maqrizi hävdar att den religiöse fanatikern Muhammad Sa’im al-Dahr på 1370-talet förstörde näsan efter att ha sett traktens vidskepliga bönder offra till sfinxen.
Byggnader från det gamla Egypten är fulla av sfinxer, men de förekommer alltid parvis. Därför uppkommer frågan: Var är den andra? På en egyptisk papyrusrulle kan man läsa att det finns en sfinx på andra sidan Nilen med ansiktet vänt mot den andra. Denna andra sfinx nämns också i skrifter från 1000- till 1200-talet, där den beskrivs vara i mycket dåligt skick. En teori är att befolkningen i området använde materialet i sfinxen till att bygga nya hus efter en jordbävning. Nilen var vid den här tiden också på väg att flytta sitt lopp mot öster och har förmodligen översvämmat och förstört statyn. Sannolikheten att hitta några rester från den andra sfinxen bedöms som mycket små.
Sfinxen hade ursprungligen ett långt flätat skägg gjort av kalksten och utseendemässigt likt sådant som normalt var reserverat för faraonerna. Fragment av skägget finns att beskåda på British Museum i London. 

## Spekulativa teorier
Sfinxen har fascinerat egyptologer och historiker, liksom konstnärer, författare och forskare inom andra ämnen. Många mer eller mindre fantasifulla teorier om sfinxens uppkomst, symbolik och användningsområde har framlagts. Exempel på teorier är bland andra författaren och mystikern John Wests teori från 1990 där man tolkar tecken på vattenerosion i klippan som bevis för att den höggs ut av stenhuggare som ett lejon för 10 000 år sedan, när Egypten var savann, och att Farao Chefren senare högg om ansiktet till sitt eget.
Sfinxens roll kan ha varit att fungera som en markör för vårdagjämningen under Lejonets tidsålder, då solen går upp i lejonets stjärnbild.[källa behövs] Dock vet vi ingenting om vilka namn man hade på stjärnbilderna för så länge sedan. Det finns inte heller några spår av stenåldersegyptiernas tankevärld eller monument som tyder på att denna teori skulle stämma.
Än mer fantasifulla hypoteser är att sfinxen och pyramiderna skapats av utomjordiska besökare, eller att egyptierna hade hjälp av mytiska högteknologiska civilisationer på jorden, som Atlantis eller Mu.[källa behövs]